# 第57回ゴールデングローブ賞
57th Golden Globe Awards

2000年1月23日
映画賞（ドラマ部門）:

 アメリカン・ビューティー 
映画賞（ミュージカル・コメディ部門）:

 トイ・ストーリー2 
テレビシリーズ賞（ドラマ部門）:

 ザ・ソプラノズ 哀愁のマフィア 
テレビシリーズ賞（ミュージカル・コメディ部門）:

 セックス・アンド・ザ・シティ 
第57回ゴールデングローブ賞（だい57かいゴールデングローブしょう）は、1999年の映画とテレビ番組を対象としており、2000年1月23日に発表された。

## 受賞とノミネート一覧

### 映画

#### 主演男優賞（ドラマ部門）
- デンゼル・ワシントン - 『ザ・ハリケーン』
  - ラッセル・クロウ - 『インサイダー』
  - マット・デイモン - 『リプリー』
  - リチャード・ファーンズワース - 『ストレイト・ストーリー』
  - ケヴィン・スペイシー - 『アメリカン・ビューティー』

#### 主演男優賞（ミュージカル・コメディ部門）
- ジム・キャリー - 『マン・オン・ザ・ムーン』
  - ロバート・デ・ニーロ - 『アナライズ・ミー』
  - ルパート・エヴェレット - 『理想の結婚』
  - ヒュー・グラント - 『ノッティングヒルの恋人』
  - ショーン・ペン - 『ギター弾きの恋』

#### 主演女優賞（ドラマ部門）
- ヒラリー・スワンク - 『ボーイズ・ドント・クライ』
  - アネット・ベニング - 『アメリカン・ビューティー』
  - ジュリアン・ムーア - 『ことの終わり』
  - メリル・ストリープ - 『ミュージック・オブ・ハート』
  - シガニー・ウィーバー - 『マップ・オブ・ザ・ワールド』

#### 主演女優賞（ミュージカル・コメディ部門）
- ジャネット・マクティア - Tumbleweeds
  - ジュリアン・ムーア - 『理想の結婚』
  - ジュリア・ロバーツ - 『ノッティングヒルの恋人』
  - シャロン・ストーン - 『ハリウッド・ミューズ』
  - リース・ウィザースプーン - 『ハイスクール白書 優等生ギャルに気をつけろ!』

#### 監督賞
- サム・メンデス - 『アメリカン・ビューティー』
  - ノーマン・ジュイソン - 『ザ・ハリケーン』
  - ニール・ジョーダン - 『ことの終わり』
  - マイケル・マン - 『インサイダー』
  - アンソニー・ミンゲラ - 『リプリー』

#### 作品賞（ドラマ部門）
- 『アメリカン・ビューティー』
  - 『ことの終わり』
  - 『ザ・ハリケーン』
  - 『インサイダー』
  - 『リプリー』

#### 作品賞（ミュージカル・コメディ部門）
- 『トイ・ストーリー2』
  - 『アナライズ・ミー』
  - 『マルコヴィッチの穴』
  - 『マン・オン・ザ・ムーン』
  - 『ノッティングヒルの恋人』

#### 外国語映画賞
- 『オール・アバウト・マイ・マザー』（ スペイン）
  - Aimée & Jaguar （ ドイツ）
  - 『イースト/ウェスト 遙かなる祖国』（ ブルガリア/ フランス/ ロシア/ スペイン）
  - 『橋の上の娘』（ フランス）
  - 『レッド・バイオリン』（ カナダ/ イタリア）

#### 作曲賞
- 『海の上のピアニスト』 - エンニオ・モリコーネ
  - 『アメリカン・ビューティー』 - トーマス・ニューマン
  - 『アンジェラの灰』 - ジョン・ウィリアムズ
  - 『アンナと王様』 - ジョージ・フェントン
  - 『ことの終わり』 - マイケル・ナイマン
  - 『アイズ ワイド シャット』 - ジョスリン・プーク
  - 『インサイダー』 - ピーター・バーク、リサ・ジェラルド
  - 『ストレイト・ストーリー』 - アンジェロ・バダラメンティ
  - 『リプリー』 - ガブリエル・ヤレド

#### 主題歌賞
- 「You'll Be in My Heart」 - 歌: フィル・コリンズ - 『ターザン』
  - "Beautiful Stranger" - 歌: マドンナ - 『オースティン・パワーズ: デラックス』
  - "How Can I Not Love You" - 歌: ジョイ・エンリケス - 『アンナと王様』
  - "Save Me" - 歌: エイミー・マン - 『マグノリア』
  - "When She Loved Me" - 歌: サラ・マクラクラン - 『トイ・ストーリー2』

#### 脚本賞
- 『アメリカン・ビューティー』 - アラン・ボール
  - 『マルコヴィッチの穴』 - チャーリー・カウフマン
  - 『サイダーハウス・ルール』 - ジョン・アーヴィング
  - 『インサイダー』 - マイケル・マン、エリック・ロス
  - 『シックス・センス』 - M・ナイト・シャマラン

#### 助演男優賞
- トム・クルーズ - 『マグノリア』
  - マイケル・ケイン - 『サイダーハウス・ルール』
  - マイケル・クラーク・ダンカン - 『グリーンマイル』
  - ジュード・ロウ - 『リプリー』
  - ハーレイ・ジョエル・オスメント - 『シックス・センス』

#### 助演女優賞
- アンジェリーナ・ジョリー - 『17歳のカルテ』
  - キャメロン・ディアス - 『マルコヴィッチの穴』
  - キャサリン・キーナー - 『マルコヴィッチの穴』
  - サマンサ・モートン - 『ギター弾きの恋』
  - ナタリー・ポートマン - 『地上より何処かで』
  - クロエ・セヴィニー - 『ボーイズ・ドント・クライ』

### テレビ

#### 主演男優賞（ドラマ部門）
- ジェームズ・ガンドルフィーニ - 『ザ・ソプラノズ 哀愁のマフィア』
  - ビリー・キャンベル - Once and Again
  - ロブ・ロウ - 『ザ・ホワイトハウス』
  - ディラン・マクダーモット - 『ザ・プラクティス ボストン弁護士ファイル』
  - マーティン・シーン - 『ザ・ホワイトハウス』

#### 主演男優賞（ミュージカル・コメディ部門）
- マイケル・J・フォックス - 『スピン・シティ』
  - トーマス・ギブソン - 『ダーマ&グレッグ』
  - エリック・マコーマック - 『ふたりは友達? ウィル&グレイス』
  - レイ・ロマーノ - 『HEY!レイモンド』
  - ジョージ・シーガル - Just Shoot Me!

#### 主演男優賞（ミニシリーズ・テレビ映画部門）
- ジャック・レモン - 『風の行方』
  - ジャック・レモン - 『モリー先生との火曜日』
  - リーヴ・シュレイバー - 『ザ・ディレクター ［市民ケーン］の真実』
  - サム・シェパード - 『三十年の愛 ハメット&ヘルマン』
  - トム・サイズモア - 『ウィットネス・プロテクション 証人保護』

#### 主演女優賞（ドラマ部門）
- イーディ・ファルコ - 『ザ・ソプラノズ 哀愁のマフィア』
  - ロレイン・ブラッコ - 『ザ・ソプラノズ 哀愁のマフィア』
  - エイミー・ブレネマン - Judging Amy
  - ジュリアナ・マルグリーズ - 『ER緊急救命室』
  - セーラ・ウォード - Once and Again

#### 主演女優賞（ミュージカル・コメディ部門）
- サラ・ジェシカ・パーカー - 『セックス・アンド・ザ・シティ』
  - ジェナ・エルフマン - 『ダーマ&グレッグ』
  - キャリスタ・フロックハート - 『アリー my Love』
  - フェリシティ・ハフマン - Sports Night
  - ヘザー・ロックリア - 『スピン・シティ』
  - デブラ・メッシング - 『ふたりは友達? ウィル&グレイス』

#### 主演女優賞（ミニシリーズ・テレビ映画部門）
- ハル・ベリー - 『アカデミー 栄光と悲劇』 
  - ジュディ・デイヴィス - 『三十年の愛 ハメット&ヘルマン』
  - ミア・ファロー - 『フォーゲット・ミー・ネバー 愛の絆』
  - ヘレン・ミレン - The Passion of Ayn Rand
  - リーリー・ソビエスキー - 『ヴァージン・ブレイド』

#### 作品賞（ドラマ部門）
- 『ザ・ソプラノズ 哀愁のマフィア』
  - 『ER緊急救命室』
  - Once and Again
  - 『ザ・プラクティス ボストン弁護士ファイル』
  - 『ザ・ホワイトハウス』

#### 作品賞（ミュージカル・コメディ部門）
- 『セックス・アンド・ザ・シティ』
  - 『アリー my Love』
  - 『ダーマ&グレッグ』
  - 『スピン・シティ』
  - 『ふたりは友達? ウィル&グレイス』

#### 作品賞（ミニシリーズ・テレビ映画部門）
- 『ザ・ディレクター ［市民ケーン］の真実』
  - 『三十年の愛 ハメット&ヘルマン』
  - 『アカデミー 栄光と悲劇』
  - 『ヴァージン・ブレイド』
  - 『ウィットネス・プロテクション 証人保護』

#### 助演男優賞
- ピーター・フォンダ - The Passion of Ayn Rand
  - クラウス・マリア・ブランダウアー - 『アカデミー 栄光と悲劇』
  - ショーン・ヘイズ - 『ふたりは友達? ウィル&グレイス』
  - クリス・ノース - 『セックス・アンド・ザ・シティ』
  - ピーター・オトゥール - 『ヴァージン・ブレイド』
  - デヴィッド・スペード - Just Shoot Me!

#### 助演女優賞
- ナンシー・マーチャンド - 『ザ・ソプラノズ 哀愁のマフィア』
  - キャシー・ベイツ - 『アニー』
  - ジャクリーン・ビセット - 『ヴァージン・ブレイド』
  - キム・キャトラル - 『セックス・アンド・ザ・シティ』
  - メラニー・グリフィス - 『ザ・ディレクター ［市民ケーン］の真実』
  - シンシア・ニクソン - 『セックス・アンド・ザ・シティ』
  - ミランダ・リチャードソン - 『第一の嘘』

### セシル・B・デミル賞
- バーブラ・ストライサンド